# Joachim du Bellay
Joachim du Bellay (Liré, ca. 1522 – Parijs, 1 januari 1560) was een Franse dichter, criticus en een lid van de dichtersgroep de Pléiade.
Hij was de schrijver van La défense et illustration de la langue française (1549), een manifest voor de Franse taal maar ook voor verrijking door andere talen. De klassieke talen werden weer belangrijk. Du Bellay vond dat de Franse taal alleen niet genoeg was en moest worden aangevuld met, bijvoorbeeld, het Latijn.
Het Frans moest dus verdedigd ("défense") worden, en ook verrijkt ("illustration"):
- qua woordenschat door ontleningen aan het Italiaans, aan verschillende Franse dialecten, aan het Latijn en aan het Grieks;
- qua inhoud door het opnemen van Griekse en Latijnse mythologische elementen;
- qua stijl door literaire genres te ontlenen aan het Latijn en aan de Italiaanse renaissance.

Du Bellay kende een miserabel levenseinde getekend door bottuberculose, chronische meningitis en doofheid. Mee op basis van deze aandoeningen meent men stoffelijke resten die in 2022 werden opgegraven in de Notre-Dame van Parijs aan hem te kunnen toeschrijven. Hij was in elk geval kanunnik van die kerk en is er na zijn dood op circa 37-jarige leeftijd begraven.

## In Nederlandse vertaling
- Frank Valkenier, Veertien sonnetten van Joachim du Bellay (1522-1560), Tilburg, Brandon Pers, 1984, 16 p.

## Voetnoten
1. ↑  Grote Sovjetencyclopedie (1969–1978); geraadpleegd op: 25 februari 2017; paragraaf of sectie: Дю Белле Жоашен.
2. ↑  Grote Sovjetencyclopedie (1969–1978); geraadpleegd op: 28 september 2015; paragraaf of sectie: Дю Белле Жоашен.
3. ↑  Le poète Joachim Du Bellay identifié dans un cercueil retrouvé à Notre-Dame de Paris, lemonde.fr, 17 september 2024
4. ↑  Grommen, Stefan, Opwinding na archeologische opgravingen in Notre-Dame van Parijs: is het graf van renaissance-dichter Joachim du Bellay ontdekt?. VRT NWS (22 september 2024).

- Bibsys: 90077184
- Biblioteca Nacional de Chile: 000440742
- Biblioteca Nacional de España: XX1721244
- Bibliothèque nationale de France: cb123220047 (data)
- Catàleg d'autoritats de noms i títols de Catalunya: 981058513616806706
- CiNii: DA01851896
- Gemeinsame Normdatei: 118527649
- International Standard Name Identifier: 0000 0001 2278 5556
- Library of Congress Control Number: n50047295
- Nationale Bibliotheek van Letland: 000085095
- MusicBrainz: 777c52d9-615b-4d03-893a-a26801918571
- Bibliotheek van het Japanse parlement: 00551903
- Nationale Bibliotheek van Tsjechië: jn19981000776
- Nationale bibliotheek van Australië: 35046440
- Nationale Bibliotheek van Israël: 987007275931205171
- Nationale Bibliotheek van Polen: a0000001188677
- Nationale en Universitaire bibliotheek Zagreb: 000127993
- Nederlandse Thesaurus van Auteursnamen: 070354405
- Réseau des bibliothèques de Suisse occidentale: 02-A003192431
- Istituto Centrale per il Catalogo Unico: CFIV074850
- LIBRIS: 210860
- SNAC: w6p26zk6
- Système universitaire de documentation: 032130759
- Trove: 811032
- Virtual International Authority File: 39447168
- WorldCat: E39PBJrRc8R6Q4dQtJMkGg8Hmd